# Reque
Reque (mochica colonial: Requep o Requepô) es una localidad peruana capital del distrito homónimo ubicado en la provincia de Chiclayo en el departamento de Lambayeque. Se encuentra a una altitud de 24 m s. n. m.

## Clima
| Parámetros climáticos promedio de Reque | Parámetros climáticos promedio de Reque | Parámetros climáticos promedio de Reque | Parámetros climáticos promedio de Reque | Parámetros climáticos promedio de Reque | Parámetros climáticos promedio de Reque | Parámetros climáticos promedio de Reque | Parámetros climáticos promedio de Reque | Parámetros climáticos promedio de Reque | Parámetros climáticos promedio de Reque | Parámetros climáticos promedio de Reque | Parámetros climáticos promedio de Reque | Parámetros climáticos promedio de Reque | Parámetros climáticos promedio de Reque |
| Mes                                     | Ene.                                    | Feb.                                    | Mar.                                    | Abr.                                    | May.                                    | Jun.                                    | Jul.                                    | Ago.                                    | Sep.                                    | Oct.                                    | Nov.                                    | Dic.                                    | Anual                                   |
| --------------------------------------- | --------------------------------------- | --------------------------------------- | --------------------------------------- | --------------------------------------- | --------------------------------------- | --------------------------------------- | --------------------------------------- | --------------------------------------- | --------------------------------------- | --------------------------------------- | --------------------------------------- | --------------------------------------- | --------------------------------------- |
| Temp. media (°C)                        | 24.6                                    | 25.4                                    | 25.7                                    | 24.3                                    | 22.6                                    | 20.8                                    | 19.7                                    | 19.3                                    | 19.1                                    | 20                                      | 20.7                                    | 22.8                                    | 22.1                                    |
| Temp. mín. media (°C)                   | 19.4                                    | 20.4                                    | 20.4                                    | 19.2                                    | 17.8                                    | 16.3                                    | 15.2                                    | 14.8                                    | 15.3                                    | 15.3                                    | 15.9                                    | 17.3                                    | 17.3                                    |
| Fuente: climate-data.org                |                                         |                                         |                                         |                                         |                                         |                                         |                                         |                                         |                                         |                                         |                                         |                                         |                                         |